# Tamagnini Nené
Tamagnini Manuel Gomes Batista (20 de noviembre de 1949, Leça da Palmeira), más conocido como Nené (en portugués: [nɛnɛ]), fue un futbolista portugués que jugó de delantero toda su carrera con el S. L. Benfica donde marcó 369 goles en total en el Club del cuál es el tercer máximo goleador histórico.

## Carrera en el Club
Hizo su debut profesional con el S. L. Benfica en 1968, y se perfiló como un jugador clave hasta su retiro casi veinte años después, próximo a cumplir 37 años. En la temporada 1972-73, fue el jugador estrella del equipo que se convirtió en campeón de Liga, sin una sola derrota (28 partidos ganados - 23 de forma consecutiva - de 30). El equipo anotó 101 goles, rompiendo el récord de 100 por segunda vez en su historia.
Fue el futbolista del año en Portugal en 1971 y el segundo en 1972, compitiendo con su compañero Eusébio. Ocupó el segundo lugar en las listas de puntuación del Benfica en competiciones de la UEFA con 28 goles en 75 partidos, y jugó la final de la Copa de la UEFA 1982-83 (perdida ante el RSC Anderlecht).
Como jugador, se convirtió en uno de los símbolos vivientes del Benfica, ganando 11 campeonatos nacionales. Después de terminar su carrera, se convirtió en entrenador de los jóvenes con los Reds.

## Carrera internacional
Terminó undécimo en los registros de más partidos para la selección de Portugal en todos los tiempos con 66 apariciones, además de ser séptimo en la clasificación en el número de goles con 22, con un excelente promedio de gol por partido. Su récord de más apariciones se mantuvo hasta 1994 y fue roto por João Domingos Pinto del FC Oporto.
Hizo su debut internacional el 21 de abril de 1971, en el cuadro clasificatorio a la Eurocopa 1972 contra Escocia (2-0), más adelante anotaría el gol del triunfo contra Rumania (1-0) el 20 de junio de 1984, convirtiéndose en el jugador de más edad en marcar en las finales de la Eurocopa a los 34 años y 213 días. Su meta condujo a Portugal a las semifinales frente al anfitrión Francia, donde jugó como suplente, pero no pudo evitar la derrota (2-3) en la prórroga. El registro de Nené fue roto 24 años después, cuando Ivica Vastic marcó para Austria en la Eurocopa 2008, contra Polonia.

## Palmarés

### Equipo
- Liga Portuguesa: 1967-68, 1968-69, 1970-71, 1971-72, 1972-73, 1974-75, 1975-76, 1976-77, 1980-81, 1982-83 y 1983-84.
- Copa de Portugal: 1968-69, 1969-70, 1971-72, 1979-80, 1980-81, 1982-83, 1984-85 y 1985-86.
- Supercopa de Portugal: 1980 y 1985.
- Copa de la UEFA: Subcampeón 1982-83.

### Individual
- Liga Portuguesa: máximo goleador 1980-81 y 1983-84.[4]